# Росош (Островський повіт)
Росош (пол. Rososz) — село в Польщі, у гміні Вонсево Островського повіту Мазовецького воєводства.
Населення — 100 осіб (2011).
У 1975-1998 роках село належало до Остроленцького воєводства.

## Демографія
Демографічна структура станом на 31 березня 2011 року:
|          | Загалом | Допрацездатний вік | Працездатний вік | Постпрацездатний вік |
| -------- | ------- | ------------------ | ---------------- | -------------------- |
| Чоловіки | 47      | 8                  | 35               | 4                    |
| Жінки    | 53      | 14                 | 24               | 15                   |
| Разом    | 100     | 22                 | 59               | 19                   |